# Гарт Бутчер
Гарт Бутчер (англ. Garth Butcher; 8 лютого 1963, м. Реджайна, Канада) — канадський хокеїст, захисник. 
Виступав за «Реджайна Петс» (ЗХЛ), «Ванкувер Канакс», «Камлупс Джуніор-Ойлерс» (ЗХЛ), «Фредеріктор Експресс» (АХЛ), «Сент-Луїс Блюз», «Квебек Нордікс», «Торонто Мейпл-Ліфс».
В чемпіонатах НХЛ — 897 матчів (48+158), у турнірах Кубка Стенлі — 50 матчів (6+5).
У складі національної збірної Канади учасник чемпіонату світу 1992 (3 матчі, 1+0). У складі молодіжної збірної Канади учасник чемпіонату світу 1982.
Досягнення
- Переможець молодіжного чемпіонату світу (1982)
- Учасник матчу всіх зірок НХЛ (1993)